# Werk Арена

Werk Арена (чеш. Werk Arena) —  многофункциональная арена в чешском городе Тршинец. Это основное место проведения хоккейных игр с 2014 года Оцеларжи Тршинец. Кроме того, проводятся соревнования по другим видам спорта в помещении, а также культурные и общественные мероприятия, такие как концерты. Арена построена взамен старой Werk Arena, 1967 года возведения. Новая арена способна вместить 5200 зрителей..
Арена является домашней площадкой для клуба Чешской экстралиги Оцеларжи Тршинец.

## История
В октябре 2012 года началось строительство многофункциональной арены в северной части города Тршинец. В июле 2014 года началась пробная эксплуатация спортивного сооружения. 
ХК Оцеларжи Тржинец и Белый Тигржи Либерец провели первую игру 31 июля (6-2). Мартин Адамски забил первый гол. 
На новой арене расположены магазины, офисы, VIP- комнаты и клубный ресторан с видом на каток. Видеокуб висит под крышей зала: вокруг зала было расширено транспортное сообщение, имеется 580 парковочных мест. Затраты составили 700 крон млн (27,2 млн евро ). На площадке большой арены сооружён также небольшой каток под названием Mini Werk Arena, открытый с июня 2016 года. Тренажерный зал также открыт для молодежных команд, фигуристов, конькобежцев и хоккеистов. ХК Оцеларжи Тршинец инвестировала в строительство более 100 миллионов крон. 

## Крупнейшие спортивные мероприятия
- С 15 по 17 июля в зале Тршинца проходила четвертьфинальная игра Кубка Дэвиса 2016 между Чехией и Францией (1-3)[3].
- Чемпионат мира по хоккею с шайбой среди молодёжных команд — с 26 декабря 2019 года по 5 января 2020 года